# مقاطعة ساوجبلاغ
مقاطعة ساوجبلاغ (بالفارسية: شهرستان ساوجبلاغ) هي إحدى مقاطعات محافظة ألبرز في إيران. عاصمة المقاطعة هي هشتغرد. حسب تعداد 2006، بلغ عدد السكان (متضمنًا الأجزاء التي انفصلت لاحقًا لتكون مقاطعة طالقان) 215,086 نسمة في 57,497 عائلة، وباستثناء الأجزاء المنفصلة 189,305 نسمة في 49,923 عائلة.

## أعلام
- وحيد محمد زاده